# Hamgyŏng Settentrionale
La provincia dello Hamgyŏng Settentrionale (함경 북도?, 咸鏡北道?, Hamgyŏng-puktoLR) è una delle suddivisioni amministrative della Corea del Nord, con capoluogo Chongjin.

## Suddivisioni amministrative
Lo Hamgyŏng Settentrionale è suddiviso in 3 città (si) e 12 contee (gun).

### Città
- Ch'ŏngjin (청진시/清|津|市)
- Hoeryŏng (회령시/會|寧|市)
- Kimch'aek (김책시/金|策|市)

### Contee
| - Contea di Hwasŏng (화성군/化\|成\|郡) - Contea di Hwadae (화대군/花\|坮\|郡) - Contea di Kilju (길주군/吉\|州\|郡) | - Contea di Kyŏngsŏng (경성군/鏡\|城\|郡) - Contea di Musan (무산군/茂\|山\|郡) - Contea di Myŏngch'ŏn (명천군/明\|川\|郡) | - Contea di Onsŏng (온성군/穩\|城\|郡) - Contea di Ŏrang (어랑군/漁\|郞\|郡) - Contea di Puryŏng (부령군/富\|寧\|郡) | - Contea di Saebyŏl (새별군/새\|별\|郡) - Contea di Ŭndŏk (은덕군/恩\|德\|郡) - Contea di Yŏnsa (연사군/延\|社\|郡) |